# Nabu-mukin-zeri
Nabu-mukin-zeri, ook bekend als Mukin-zer  was 732 - 729 v.Chr. koning van Babylon. 
Hij was een Chaldees hoofdman van de stam Bīt Amukkani die gebruikt maakte van het feit dat de Assyrische koning Tiglat-Pileser III in het Westen op veldtocht was om in Babylon diens beschermelingen van de troon te stoten en zichzelf tot koning uit te roepen. Hij was echter niet de enige die van de tijdelijke afwezigheid van de Assyriërs gebruik wilde maken. Elam viel Borsippa aan en ontvoerde een aantal Aramese gevangenen waaronder de zoon van Mukin-Zer. Toen Tiglat-Pileser weer teruggekeerd was naar Babylonië vluchtte Mukin-Zer naar de hoofdstad van zijn stam Shapiya, maar zijn Elamitische bondgenoten lieten hem in de steek en hij werd er belegerd en uiteindelijk gedood. Daarna had Tiglath-pileser wel genoeg van machteloze stromannen op de Babylonische troon en maakte zichtzelf koning van Babylon onder de naam Pulu.